# George Thorne
George Louis Elliot Thorne (Chatham, 4 januari 1993) is een Engels voetballer die bij voorkeur als middenvelder speelt. Hij verruilde in juli 2014 West Bromwich Albion voor Derby County, dat hem daarvoor al vier maanden huurde.

## Clubcarrière
Thorne komt uit de jeugdopleiding van West Bromwich Albion. Hij vierde zijn debuut voor de club tijdens het seizoen 2009/10 tegen Sheffield Wednesday. Hij was toen amper 16 jaar en 238 dagen oud. In januari 2010 tekende hij zijn eerste profcontract. In november 2011 werd hij uitgeleend aan Portsmouth. Nadien volgden nog uitleenbeurten aan opnieuw Portsmouth, Peterborough United en Watford. Vanaf januari 2014 speelde hij op uitleenbasis voor Derby County, in de Championship. Dat nam hem zes maanden later definitief over.

## Interlandcarrière
Thorne kwam uit voor diverse Engelse nationale jeugdelftallen. Hij speelde onder meer 20 interlands voor Engeland -19.
1 Zetterström ·
2 Wilson ·
3 Forsyth ·
4 Ozoh ·
5 Bradley ·
6 Cashin ·
7 Barkhuizen ·
8 Osborn ·
9 Collins ·
10 Yates ·
11 Méndez-Laing  ·
12 Phillips ·
13 Luthra ·
14 Washington ·
16 Thompson ·
17 Goudmijn ·
18 Harness ·
19 Jackson ·
20 Elder ·
21 Rooney ·
23 Ward ·
24 Nyambe ·
27 Blackett-Taylor ·
28 Chirewa ·
31 Vickers ·
32 Adams ·
35 Nelson ·
39 Brown ·
Coach: Warne
· Assistent-coach: Barker
· Assistent-coach: Hamshaw
· Keeperstrainer: Warrington